# Beatrice Bos-Beernink
Beatrice Frieda Bos-Beernink (Huttwil, 11 augustus 1931) is een voormalig Nederlands bestuurster, vertaalster en politica voor het Christen-Democratisch Appèl (CDA).

## Levensloop
Beatrice Bos-Beernink werd geboren als een dochter van een hotelier in Zwitserland. Na de College classique te Laussanne studeerde ze aan de École Supérieur de Commerce. Daarna studeerde ze geschiedenis aan de Vrije Universiteit Amsterdam, maar voltooide deze studie niet. Vervolgens doorliep ze de opleiding tolk-vertaler aan de Universiteit Utrecht. Ze begon haar carrière als freelance tolk-vertaalster. Van 23 juni 1987 tot 11 juni 1991 functioneerde Bos-Beernink als lid van de Eerste Kamer der Staten-Generaal.
In 1983 was ze VN vrouwenvertegenwoordiger en ging ze naar de Algemene Vergadering van de Verenigde Naties om daar een speech te geven.
Op 28 september 1957 te Alphen aan den Rijn trouwde ze met Corstiaan Bos en samen hebben ze twee kinderen.

## Ridderorde
- Ridder in de Orde van Oranje-Nassau, 29 april 1992

- Gemeinsame Normdatei: 127219935
- International Standard Name Identifier: 0000 0000 1455 5761
- Nederlandse Thesaurus van Auteursnamen: 176909494
- Parlement.com: vg09lloqxoyr
- Virtual International Authority File: 60099278
- WorldCat: E39PBJfCww6ctjBpBrVcWRgkDq